# Nestor et Patof – Pour tous
Albums de Patof
20 grands succès de Patof, Fafouin, Itof
(1977) L'intégrale de trois albums – Patof chante Noël/Patof chez les esquimaux/Patof en Russie
(2014)
Singles
1. T'es pas sérieux / On fait le tour de la terre
Sortie : Mai 1980

Nestor et Patof – Pour tous est un album de chansons de Nestor et Patof, commercialisé en 1980.
Patof est interprété par Jacques Desrosiers et Nestor, par Claude Blanchard.
La sortie de cet album a été programmée pour coïncider avec une série de spectacles qui ont eu lieu au Parc Belmont durant l'été 1980.

## Réception
L'album fait son entrée sur les palmarès de vente en mai 1980 sans spécification de la position atteinte.

## Réédition CD
La face B a fait l'objet d'une réédition CD en 2006 sur étiquette Disques Mérite.
L'album a été intégralement réédité en format numérique par les Disques Mérite en 2022.

## Titres
| 1. | Je sais que je suis beau    | Louise Dussault, Lau      | Nestor et Patof | 3:18 |
| 2. | Pon Pon                     | Charlotte et Hervé Doucet | Nestor et Patof | 2:25 |
| 3. | Dis-moi pourquoi            | Charlotte et Hervé Doucet | Nestor et Patof | 3:02 |
| 4. | On fait le tour de la terre | Sarto Levasseur           | Nestor et Patof | 3:31 |
| 5. | Nanette                     | Louise Dussault, Lau      | Nestor et Patof | 2:57 |

| 6. | T'es pas sérieux                  | Louise Dussault, Lau                           | Nestor et Patof | 3:14 |
| 7. | Viens danser le disco             | Louise Dussault, Lau                           | Nestor et Patof | 5:25 |
| 8. | J'flippe pis j'roule              | Sarto Levasseur                                | Nestor et Patof | 3:20 |
| 9. | L'amour c'est compliqué (Johanna) | Marie-Claude Morin, Roger Pilon, Vic Angelillo | Nestor et Patof | 2:44 |

## Crédits
- Chœur d'enfants : Studio Colibri
- Voix : Louise Lemire, Estelle Ste-Croix, Marie-Michèle Desrosiers
- Arrangements et orchestre : Roger Pilon
- Prise de son : Luc Desmarais
- Photos : Daniel Poulin
- Enregistré au studio PSA
- Producteurs : Roger Pilon, Guy Le Page
- Design : Studio Dan Ltée